# La Armuña
Die Comarca La Armuña ist eine der zwölf Comarcas in der Provinz Salamanca der autonomen Gemeinschaft Kastilien und León.
Sie umfasst 30 Gemeinden auf einer Fläche von 701,38 km² mit dem Hauptort Villamayor.

## Gemeinden
| Gemeinde                    | Einwohner (2024) | Fläche km² | Dichte Einw./km² | Cod INE | Postleitzahl |
| --------------------------- | ---------------- | ---------- | ---------------- | ------- | ------------ |
| Aldeanueva de Figueroa      | 253              | 55,64      | 5                | 37017   | 37429        |
| Arcediano                   | 96               | 11,48      | 8                | 37033   | 37429        |
| Cabezabellosa de la Calzada | 74               | 8,49       | 9                | 37062   | 37490        |
| Cabrerizos                  | 4.226            | 11,54      | 366              | 37067   | 37193        |
| Calzada de Valdunciel       | 700              | 20,03      | 35               | 37073   | 37797        |
| Castellanos de Moriscos     | 3.051            | 13,84      | 220              | 37092   | 37439        |
| Castellanos de Villiquera   | 703              | 32,81      | 21               | 37185   | 37797        |
| Espino de la Orbada         | 245              | 23,45      | 10               | 37128   | 37419        |
| Forfoleda                   | 204              | 38,07      | 5                | 37130   | 37797        |
| Gomecello                   | 412              | 20,70      | 20               | 37152   | 37420        |
| Monterrubio de Armuña       | 1.331            | 10,97      | 121              | 37202   | 37798        |
| Moriscos                    | 566              | 12,08      | 47               | 37207   | 37430        |
| Negrilla de Palencia        | 76               | 11,78      | 6                | 37222   | 37799        |
| La Orbada                   | 182              | 30,58      | 6                | 37224   | 37428        |
| Pajares de la Laguna        | 114              | 9,62       | 12               | 37225   | 37428        |
| Palencia de Negrilla        | 138              | 16,36      | 8                | 37229   | 37799        |
| Parada de Rubiales          | 241              | 31,59      | 8                | 37231   | 37419        |
| Pedrosillo el Ralo          | 135              | 8,12       | 17               | 37238   | 37427        |
| El Pedroso de la Armuña     | 215              | 20,26      | 11               | 37239   | 37410        |
| Pitiegua                    | 182              | 19,75      | 9                | 37254   | 37490        |
| San Cristóbal de la Cuesta  | 1.143            | 9,92       | 115              | 37278   | 37439        |
| Tardáguila                  | 197              | 24,69      | 8                | 37318   | 37429        |
| Topas                       | 511              | 112,30     | 5                | 37323   | 37799        |
| Torresmenudas               | 184              | 11,88      | 15               | 37327   | 37110        |
| Valdunciel                  | 110              | 33,23      | 3                | 37338   | 37798        |
| Valverdón                   | 264              | 21,98      | 12               | 37342   | 37185        |
| La Vellés                   | 540              | 25,50      | 21               | 37347   | 37427        |
| Villamayor                  | 7.669            | 16,13      | 475              | 37354   | 37185        |
| Villares de la Reina        | 6.723            | 21,81      | 308              | 37362   | 37184        |
| Villaverde de Guareña       | 138              | 15,87      | 9                | 37372   | 37428        |
| Comarca La Armuña           | 30.623           | 701,38     | 44               | –       | –            |

Auf dem Gebiet der Comarca befinden sich noch das gemeindefreie Gebiete Coto Mancomunado de Pedrosillo el Ralo y Villaverde de Guareña auf einer Gesamtfläche von 0,91 km².